# Apatophysis roborovskii
Apatophysis roborovskii là một loài bọ cánh cứng trong họ Cerambycidae.